# كوسونوكي ماسانوري
كوسونوكي ماسانوري (باليابانية: 楠木正儀؛ بالكانا: くすのき まさのり) هو ساموراي ياباني، ولد في 1330، وتوفي في 1390.